# Святослав Всеволодович (князь киевский)
Святослав Всеволодович (в крещении, вероятно, Михаил, в иночестве, возможно, Гавриил; ок. 1123 — 25 июля 1194) — князь Новгородский (1140), Туровский (1142, 1154—1155), Волынский (1142—1146), Новгород-Северский (1157—1164), Черниговский (1164—1180), великий князь Киевский (1173, 1176—1180, 1181—1194). Старший сын Всеволода Ольговича и дочери Мстислава Владимировича Великого Агафьи (Марии).

## Биография
По смерти своего отца поддерживал Изяслава Мстиславича против Юрия Долгорукого (1146—1154), затем Изяслава Давыдовича против своего дяди Святослава Ольговича (1157—1161). По смерти Святослава Ольговича на черниговском княжении договорился со своим двоюродным братом Олегом о распределении волостей, когда Чернигов достался Святославу, а Новгород-Северский — не Ярославу Всеволодовичу, а Олегу (после смерти Олега не Ярославу Всеволодовичу, а Игорю Святославичу). Вплоть до смерти Олега Северского Святослав не уступал Чернигов своему младшему брату Ярославу, даже переходя на киевское княжение. По всей вероятности, это было условием, при котором Олег уступил Святославу Чернигов в 1164 году. Спор из-за волостей возник у Святослава с Олегом в 1167 году после смерти Святослава вщижского. Летопись говорит о том, что Святослав отдал лучшую волость своему брату. Олег провёл поход в направлении Стародуба, а Ярослав с половцами затем — в направлении Новгорода-Северского. При посредничестве Ростислава Мстиславича был заключён мир, Олег получил от Святослава 4 города.
Святослав был в числе князей, не поддержавших поход Андрея Боголюбского на Киев в 1169 году (Олег и Игорь Северские в нём участвовали). В 1173 году Святослав не поддержал претензии Ярослава Изяславича на Киев, и тот заручился поддержкой смоленских Ростиславичей и занял великое княжение. С этого момента Святослав последовательно требовал от Мстиславичей владений на правобережье Днепра и добивался этого ценой смещения с киевского княжения сначала Ярослава Изяславича, затем Романа Ростиславича. Святослав произвёл неожиданное нападение на Киев, и Ярославу пришлось бежать на Волынь. Однако, Святослав вынужден был вернуться на левобережье Днепра из-за возникшего конфликта с Олегом Северским (1174), который в союзе с Ярославом и Ростиславичами взял Лутаву и Моровиеск, подступал к Стародубу. В ответ Святослав осадил Новгород-Северский, после чего был заключён мир. С этого момента прекращаются конфликты между Святославом и Олегом. После смерти Олега его братья Игорь и Всеволод постоянно выступали в союзе со Святославом.

### Северо-восточная политика
Владимиро-Суздальское княжество, с которым Чернигов едва вступил в союз, после гибели Андрея Боголюбского (1174) погрузилось в междоусобицу, временно утратило влияние за своими пределами и само стало ареной столкновения ведущих княжеских коалиций. Основными претендентами на Киев стал сам Святослав и Ярослав Изяславич, за которым стояли смоленские Ростиславичи. Последние поддержали приглашённых ростово-суздальским боярством на княжение внуков Юрия Долгорукого Мстислава и Ярополка Ростиславичей. На их сторону перешёл женатый на их сестре Глеб Рязанский, прежде выступавший союзником Андрея Боголюбского. Святослав поддержал претензии на Владимир младших Юрьевичей Михаила и Всеволода, за которых выступали новые города юго-западной части Владимиро-Суздальского княжества. В 1175 году Ростиславичи были изгнаны, а в 1177 году в сражении на Колокше Глеб Рязанский был захвачен в плен Всеволодом.

### Северный поход (1180—1181)
После поражения русских князей от половцев в 1176 году Святослав потребовал от киевского князя Романа Ростиславича лишить уделов виновника поражения — его брата Давыда, Роман отказал и лишился киевского княжения в пользу Святослава, но Киевская земля при этом осталась в распоряжении Ростиславичей: Святослав атаковал Белгород, но безуспешно.
В 1180 году на Днепре Святослав напал на Давыда, когда оба были на ловах по двум его берегам. Святослав решил выгнать Ростиславичей с юга и уехал из Киева в Чернигов, где собрал братьев с их войсками. В освободившийся Киев въехал Рюрик Ростиславич, которому на помощь пришли Всеволод и Ингварь Ярославичи луцкие и галицкое войско. Основной удар черниговцев планировался по Смоленску, и Рюрик даже послал на помощь Роману брата Давыда. Но в июне 1180 года умерли Роман в Смоленске и Мстислав Ростиславич Храбрый в Новгороде, новгородским князем стал Владимир Святославич, что открыло перед его отцом новые возможности по географии предстоящего похода.
Однако, в том же году Всеволод Большое Гнездо разорвал союз со Святославом и выступил против Романа Глебовича рязанского (женатого на дочери Святослава) под предлогом защиты его младших братьев. Святослав послал своего сына Глеба в Коломну в помощь Роману, но Всеволод не остановился перед разрывом отношений со Святославом, взял Глеба в плен, а рязанскую усобицу решил в свою пользу.
Тогда Святослав начал свой поход общей протяжённостью около 2 тыс.км. При этом в Чернигове постоянно оставались второстепенные силы чернигово-северских князей и половина союзных половецких войск на случай атаки со стороны Рюрика. Святослав с основными силами и половцами двинулся на Всеволода, несколько сместившись севернее относительно кратчайшего пути на Владимир для соединения с выступившими из Новгорода и Торжка сыном Владимиром и племянником Всеволода Ярополком. На стороне Всеволода выступили рязанцы и муромцы. Войска встретились по двум берегам реки Влены. Всеволод занял оборонительную позицию на горах и удерживал своих дружинников от атаки. Общего сражения не произошло, и Святославу пришлось уйти ни с чем из-за приближения весны, он лишь сжёг г. Дмитров.
Второй целью стал город Друцк, под который пришёл Святослав с новгородцами с севера, часть сил Ольговичей и половцы с юга и полоцкие князья с запада. В Друцке сел в осаду Давыд Ростиславич со смоленским полком. Давыд пытался навязать части противников сражение ещё до прихода Святослава с севера, но они использовали реку в качестве естественной преграды. После прихода Святослава Давыд вырвался из Друцка и ушёл в Смоленск.
Тогда Святослав вернулся на юг, беспрепятственно занял Киев и послал часть сил с половцами против Рюрика, отступившего в Белгород. Союзники были разгромлены у Долобского озера. Благодаря этой победе Рюрик удержал за собой Киевскую землю, уступив Святославу лишь город Киев и признав его великим князем. Хотя Владимиру Святославичу пришлось покинуть Новгород и уступить место там представителю Всеволода Большое Гнездо, Ярославу Владимировичу, мир между Черниговом и Суздалем также был заключён. В 1183 году Святослав посылал войска в помощь Всеволоду против волжских болгар: «Дай нам Бог, брат и сын, повоевать нам в наше время с погаными».

### Киевское княжение
Святослав нанёс решающее поражение половецкому хану Кобяку и взял его в плен, на Хороле разбил хана Кончака (по традиционной датировке 30 июля 1183 и 1 марта 1185 года, по результатам сравнительного анализа летописей Бережковым Н. Г. соответственно 30 июля и 1 марта 1184 года).
В 1185 году ушёл в свои владения на верхней Оке, собираясь идти к Дону на половцев на всё лето, и тогда Игорь Святославич Новгород-Северский предпринял сепаратный поход в степи. Он достиг частных успехов, но затем потерпел катастрофическое поражение от соединённых сил половцев и попал в плен. Святослав своевременно послал сыновей Олега и Владимира в Курск и Путивль, что не позволило хану Гзаку разорить Посемье. Затем, форсировав Днепр у Заруба, вынудил Кончака снять осаду Переяславля и вернуться в степи. В 1187 году Святослав и Рюрик организовали новый поход в степь, но половцы уклонились от столкновения.
После смерти в Галиче Ярослава Осмомысла Святослав вмешался в борьбу за власть. На дочери Святослава был женат Владимир Ярославич, лишённый отцом наследства и взятый в плен венграми. Бела III пригласил Глеба Святославича в Галич. Узнав об этом, Рюрик Ростиславич напомнил Святославу о необходимости единства действий. Поскольку Рюрик отклонил предложение Святослава завоевать для Рюрика Галич в обмен на передачу Святославу всей Киевской земли, план совместного похода расстроился. В итоге при помощи германского императора галицким князем стал Владимир, признавший старшинство своего дяди по матери, Всеволода Большое Гнездо.
В 1194 году Святослав с братьями собрался в Рогове и выступил в поход против рязанских князей из-за пограничного спора, одновременно спросив разрешения Всеволода Большое Гнездо, но тот ответил отказом, и войска пришлось развернуть от Карачева.
Сразу после смерти Святослава (1194) возобновилась острая борьба между Ольговичами и Ростиславичами, чьим союзником позиционировал себя Всеволод Большое Гнездо. В изложении суздальских летописей — если Святослав обращался к нему брат и сын, то Рюрик Ростиславич признавал старшинство Всеволода и его будущих наследников.

### Оценка деятельности
Так вкратце охарактеризовал великое княжение Святослава профессор Пресняков А. Е.:
Святослава Всеволодовича после фантастической попытки предпринять борьбу с южными Мономаховичами и Всеволодом суздальским видим в течение 13 лет на киевском столе в почетной роли патриарха, каким его рисует «Слово о полку Игореве», бессильного, зависимого от «брата и сына», как ему Всеволод позволяет себя называть, отдавшего всю землю Киевскую в руки Ростиславичей, живущего по-прежнему черниговскими интересами.

## В «Слове о полку Игореве»
Персонаж «Слова о полку Игореве», где называется «великим» и «грозным», воспевается его победа над Кобяком; важные эпизоды «Слова» — Золотое слово Святослава, рассказ о вещем сне князя. Дискуссионен вопрос о том, написано ли обращение к князьям в «Слове» от лица Святослава или другого автора; вероятнее последнее (обращение к князьям «господине»).

## Семья и дети
Жена:
- с 1143 года Мария (при отождествлении Святослава с поз.24 по Любецкому синодику) или Екатерина (при отождествлении Святослава-Гавриила с поз.11 по Любецкому синодику), дочь Василька Святославича Полоцкого.

Имя жены Святослава известно только по помяннику черниговских князей, входящему в состав Любецкого и Введенского синодиков. При этом в помяннике записаны два разных черниговских князя Святослава Всеволодовича с женами. Исследователями высказывались разные точки зрения о том, какая именно запись относится к данному князю, Шеков А. В. опроверг версию Зотова Р. В. и показал, что Святослава верно отождествлять со Святославом-Гавриилом (а не Онуфрием), чьей женой названа Екатерина (а не Мария).
Дети:
- Владимир (ум. 1201) — князь Вщижский и Новгородский, Черниговский (? весна—осень 1201). По версии Зотова Р. В., старший сын. По версии Войтовича Л. В., третий.
- Олег (ум. 1204) — князь Стародубский и Черниговский (1201—1204).
- Всеволод Святославич Чермный (ум. 1212) — князь Черниговский и великий князь Киевский, назван летописью средним сыном под 1179 годом.
- Глеб (ум. 1217) — князь Кканевский, Белгородский, Черниговский.
- Мстислав (уб. 1223) — князь Козельский и Черниговский, погиб в битве с монголами на Калке.
- дочь — замужем за Романом Глебовичем Рязанским (брак не позднее 1180).
- Болеслава — с 1167 года замужем за Владимиром Ярославичем, княжичем Галицким. По версии исследователя Юрия Сбитнева, Болеслава возможно является автором «Слова о полку Игореве»[10].
- дочь — замужем за Мстиславом Владимировичем Трипольским.